# Сектор прикладной лингвистики Института языкознания РАН
Сектор прикладной лингвистики Института языкознания РАН — созданный в 1958 году по инициативе Президиума АН СССР сектор прикладного языкознания Института языкознания РАН. В 2023 году преобразован в самостоятельный Отдел прикладной лингвистики.
В 1958 году занимавшиеся русистикой секторы были выведены из состава Института языкознания АН СССР и на их базе был создан Институт русского языка АН СССР. Тогда Институт языкознания был реструктурирован: в нём было создано несколько новых подразделений, и в том числе Сектор прикладного языкознания.

## История
Сектор прикладного языкознания был образован в апреле 1958 г. по распоряжению Президиума АН СССР от 14 марта 1958 года. Его возглавил профессор Реформатский, Александр Александрович, работавший в Группе общего языкознания до разделения Института и имеющий опыт в области прикладного языкознания. В конце 50-х гг. им было сформулировано положение о том, что такое прикладная лингвистика. В неё он включал следующие научные направления:
1. Теоретическая и прикладная фонология;
2. Ономастика;
3. Терминология;
4. Машинная обработка текста (машинный перевод);
5. Статистика речи;
6. Теория перевода;
7. Орфография, транскрипция, транслитерация.

Всё это были новые отрасли структурной и прикладной лингвистики, продиктованные практикой и нуждавшиеся в серьёзных теоретических обоснованиях.
По первоначальному плану, в Секторе должно было быть 8 сотрудников, в том числе старших. Но А.А. Реформатский начинал работу с двумя младшими научными сотрудниками: Игорем Александровичем Мельчуком и Ревеккой Марковной Фрумкиной. Третий младший научный сотрудник – Александра Васильевна Суперанская - с конца 1958 года, после проходившего в Москве IV Международного съезда славистов, подключилась к тематике Сектора Реформатского по унифицированной фонетической транскрипции для всех языков народов СССР.
С 6 мая 1960 г. Сектор прикладного языкознания был переименован Сектор структурной и прикладной лингвистики.
В 1970 г. в Сектор была зачислена аспирантка А. А. Реформатского Серафима Евгеньевна Никитина. Также был принят аспирант Р. М. Фрумкиной Александр Петрович Василевич. Вместе они занимались вероятностным прогнозированием в речевой деятельности, а также цветовосприятием и цветообозначением в разных языках и культурах. Основными направлениями исследований сектора были проблемы формализации и автоматической обработки естественного языка, в частности, машинного перевода, проблемы ономастики (имен собственных всех типов), терминоведения и специальной лексики (терминологии и номенклатуры различных отраслей знания); способы передачи безэквивалентной лексики из одних графических систем в другие, культура русской речи и др.
Осенью 1970 года Реформатского попросили найти себе замену. На последнем в 1970 году заседании Бюро Отделения литературы и языка АН СССР Реформатского не было в списке нового состава Учёного совета Института. Но Сектор продолжал работать, а в 1971 году исполняющей обязанности заведующего Сектором была назначена А.В.Суперанская.
В середине 60-х годов в сектор Реформатского удалось перевести из Института русского языка АН СССР Н.В.Подольскую , которую первоначально не хотели брать в Институт языкознания по экстралингвистическим причинам. В 1965 году также из Института русского языка АН СССР в Сектор А.А.Реформатского перешла  Велта Эрнестовна Сталтмане, которая работала там в Секторе культуры речи, занималась транскрипцией иноязычных имён собственных и вопросами их адаптации в принимающих их языках.
С 1974 г. заведовать Сектором структурной и прикладной лингвистики стал Ренат Георгиевич Котов, доктор технических наук. С конца 1970-х гг. и в 1980-е гг. в секторе работали: Серафима Евгеньевна Никитина, Наталия Владимировна Васильева, Надежда Константиновна Рябцева, Борис Владимирович Якушин, Анатолий Иванович Новиков, Юрий Платонович Скокан, Анастасия Кирилловна Зотова, Елена Игоревна Ярославцева. Группа ономастических исследований во главе с А.В. Суперанской (в конце 1980-х гг.) стала отдельным подразделением.
Основными направлениями научной работы сектора в это время были практические задачи лингвистического обеспечения, возникающие при построении автоматизированных информационно-поисковых систем (АИПС). Сюда входили алгоритмические методы автоматического индексирования документов, построение информационных языков для документального и фактографического поиска, информационные технологии, искусственный интеллект, семиотико-информационная концепция языка (Б.В. Якушин), информационно-поисковые тезаурусы (С.Е. Никитина), проблемы повышения качества машинного перевода (Н.К. Рябцева).
В 1976 году Р.М.Фрумкина и А.П.Василевич, придя однажды в Институт, обнаружили, что они были переведены в Группу психолингвистики, без всякого предуведомления и без их согласия. В 1977 году Мельчук уехал за рубеж. Это был конец Сектора А.А.Реформатского, просуществовавшего с 1958 по 1976 г.
В 1980-е гг. активно развивающимися направлениями работы  сектора стали семантический анализ языка науки, особенно языков гуманитарных наук (С.Е. Никитина); терминология, терминография и языки для специальных целей (С.Е. Никитина, Н.В. Васильева); прикладные аспекты межъязыковой коммуникации (Н.К. Рябцева); структура содержания текста и возможности ее формализации (А.И. Новиков).
В 1998−2003 гг. заведующим сектором был Анатолий Иванович Новиков. Он поступил на работу в сектор в 1977 г. В 1980-1990-х гг. в научной деятельности А.И. Новикова соединились два направления: прикладная лингвистика (программирование информационных задач, поиск алгоритмов обработки текстовой информации) и психологический подход.
Основные направления исследований сектора в 1990 – 2005 гг. включали также следующие: проблемы понимания и смысла текста в связи с задачами прикладной лингвистики (А.И. Новиков); язык науки, терминология, терминологическая лексикография (С.Е. Никитина, Н.В. Васильева); язык фольклора, устная народная культура, народная герменевтика, разработка метода тезаурусного описания научных понятий и культурных концептов (С.Е. Никитина); прикладные проблемы моделирования межкультурной коммуникации (Н.К. Рябцева); ономастика, ономастическая лексикография, прикладная ономастика, топонимика и др. (А.В. Суперанская, Н.В. Васильева).
Основные направления исследований в 2005-2019 гг. определялись общей темой сектора «Актуальные проблемы и методы получения и обработки лингвистических знаний». Сектор прикладного языкознания с 2012 г. занимается также информационной поддержкой Института языкознания и, прежде всего, его сайта.
В 2023 г. Сектор был преобразован в самостоятельный Отдел прикладной лингвистики.

## Тематика исследований
- обучение и дообучение языковых моделей;
- разработка и обслуживание онлайн-базы данных для многотомного энциклопедического издания «Языки мира»;
- теоретические и прикладные основы перевода, исследование языков гуманитарных наук;
- ономастика: терминология и топонимика;
- математическое моделирование референции в дискурсе;
- создание корпусов на основе изображений памятников древности;
- культурно-языковая картина фольклорного мира.

## Руководители
- Реформатский А. А. (1958−1970)
- Суперанская А. В. (1971–1973; 2003–2004)
- Котов Р. Г. (1974−1998)
- Новиков А. И. (1998−2003)
- Рябцева Н. К. (2004−2023)
- Коломацкий Д. И. (2023−наст.вр.)

## Сотрудники
- Василевич Александр Петрович (1958–1976).
- Васильева Наталия Владимировна (1982− наст. вр.).
- Гордова Юлиана Юрьевна (2012−наст. вр.).
- Дьячков Вадим Викторович (2013−2021).
- Евдокимова Александра Алексеевна (2019−наст. вр.).
- Залманов Дмитрий Александрович (2020–наст. вр.).
- Зотова Анастасия Кирилловна (1978−наст. вр.).
- Исаева Зоя Георгиевна (1965–1998).
- Иорданская Лидия Николаевна (1959–1973).
- Исхакова Хоршид Фазыловна (1959–2003).
- Коломацкий Дмитрий Игоревич (2011− наст. вр.).
- Котов Ренат Григорьевич (1973–1998).
- Кошелев Сергей Сергеевич (2024–наст. вр.).
- Макарова Елена Андреевна (с 2018–наст. вр.).
- Мельчук Игорь Александрович (1958–1976).
- Митрофанова Наталья Кирилловна (2003−2006).
- Никитина Серафима Евгеньевна (1970–наст. вр.).
- Новиков Анатолий Иванович (1977–2003).
- Подольская Наталия Владимировна (1959–1993).
- Реформатский Александр Александрович (1958–1975).
- Рябцева Надежда Константиновна (1974−наст. вр.).
- Петрова Мария Андреевна (2009−2014).
- Поляков Владимир Николаевич (2000−2019).
- Скокан Юрий Платонович (1983–1999).
- Сталтмане Велта Эрнестовна (1965−1993).
- Султанов Александр Хамитович (2001−2003).
- Суперанская Александра Васильевна (1958–2013).
- Фрумкина Ревекка Марковна (1958–1976).
- Черкасова Галина Александровна (1999–2018).
- Шаврина Татьяна Олеговна (2022–наст. вр.).
- Шумилина Марина Андреевна (2024–наст.вр).
- Якушин Борис Владимирович (1976–1982).
- Ярославцева Елена Игоревна (1982–2014).

## Проблематика
Дефицит кадров в начале работы Сектора был проигнорирован Дирекцией Института языкознания, из-за чего план исследовательских работ на тему лингвистической терминологии в 1960 году не был выполнен. Помимо этого, сектору ставилось в вину участие его сотрудников в съездах, конференциях, симпозиумах и иных совещаниях, связанных с координацией работ в международном масштабе. В особенности это относилось к И. А. Мельчуку: его яркий образ запомнился многим гостям. После съезда приглашения на всесоюзные и международные конференции и иные мероприятия посыпались в Институт. На всесоюзные конференции сотрудников Сектора иногда командировали, а на участие в международных был жесткий запрет. Начались заседания Сектора совместно с представителями Дирекции и Партбюро. На каждом заседании звучал один и тот же вопрос: “Чем всё-таки занимается Сектор?”. Несмотря на то, что к 1961 г. у сотрудников Сектора было около пятидесяти публикаций. Реформатский даже завёл папку с надписью “Дело о ликвидации Сектора”, куда складывал все кляузные бумаги.
Помимо этого, во время командировок по стране Мельчук резко отзывался о многих сотрудниках Института языкознания, из-за чего неприязнь к нему со стороны Партбюро усиливалась. Неприязнь к нему перешла на Реформатского, который “не сумел воспитать Мельчука должным образом.”. На конференциях, когда выступал Реформатский, поклонники Мельчука довольно громко беседовали, не интересуясь тем, что скажет “старик”, а когда выступал Мельчук, - слушали, затаив дыхание. Реформатский, всегда искавший новых путей в науке и считавший, что ученики должны быть впереди, следил за тем, как Мельчук делает “революцию в языкознании”, не вмешивался в его затеи, но вот появилось печальное стихотворение Реформатского: "Мельчит Мельчук мои заслуги…". Теперь у Сектора стало две "вершины": первая - Реформатский, а вторую сформировали Мельчук и его окружение, в том числе многочисленные друзья. Разговоры о “вызывающем” поведении Мельчука усиливались. Появилась идея уволить Реформатского под благовидным предлогом – возраст – в надежде на то, что с новым начальником Мельчук будет вести себя иначе. И вот, осенью 1970 г., Реформатского попросили найти себе замену.
И.А.Мельчук был аттестован до 1976 года. 25 января 1976 г. в газете “Нью-Йорк Таймс” появилась его статья в поддержку академика Сахарова. Переаттестация, назначенная на 25 марта, началась с осуждения Мельчука за эту публикацию, в результате большинство членов Учёного совета проголосовало против него. В 1977 г. Мельчук уехал за рубеж.

## Избранные публикации
- Васильева Н. В. Собственное имя в мире текста. Изд. 3. — URSS Москва, 2021. — 224 с.
- Рябцева Н. К. Научная речь на английском языке. Руководство по научному изложению. Словарь оборотов и сочетаемости общенаучной лексики. Новый словарь-справочник активного типа (на английском языке) (8-е издание). — ФЛИНТА Москва, 2020. — 600 с.
- Суперанская А. В., Подольская Н. В., Васильева Н. В. Общая терминология: Вопросы теории. — URSS Москва, 2019. — 246 с.
- Гордова Ю. Ю., Мельник В. И., Гордов А. В. Каталог топонимов Тамбовской области. — Москва: Ленанд, 2022. — 120 с.
- Ю. Ю. Гордова. Топонимический атлас Рязанской области. М., Наука, 2015.
- Реформатский, А. А. Введение в языковедение : учебник / А. А. Реформатский ; под редакцией В. А. Виноградова. — 5-е изд. — Москва : Аспект Пресс, 2014. — 536 с.
- С. Е. Никитина. Человек и социум в народных конфессиональных текстах (лексикографический аспект). М., Советский писатель, 2009.
- Н. К. Рябцева. Язык и естественный интеллект. М., 2005 (описание книги).
- А. В. Суперанская. Современный словарь русских имен. М., 2005.
- А. В. Суперанская. Словарь личных имен. М., 2005.